# Evagrius pap
Evagrius pap (műk. 430 körül) ókeresztény író.
Arról ismert, hogy megírta az utolsó ókeresztény zsidó ellenes apológiát Altercatio Simonis Judaei et Theophili Christiani címmel.